# Západní Německo na Zimních olympijských hrách 1972
Západní Německo na Zimních olympijských hrách 1972 reprezentovalo 78 sportovců (62 mužů a 16 žen) v 10 sportech.

## Medailisté
| Medaile | Jméno                                                                    | Sport          | Disciplína   |
| ------- | ------------------------------------------------------------------------ | -------------- | ------------ |
| Zlato   | Wolfgang Zimmerer Peter Utzschneider                                     | Boby           | Dvojbob      |
| Zlato   | Erhard Keller                                                            | Rychlobruslení | Muži 500 m   |
| Zlato   | Monika Pflugová                                                          | Rychlobruslení | Ženy 1 000 m |
| Stříbro | Horst Floth Pepi Bader                                                   | Boby           | Dvojbob      |
| Bronz   | Wolfgang Zimmerer Stefan Gaisreiter Walter Steinbauer Peter Utzschneider | Boby           | Čtyřbob      |